# Wilhelm Arthur Passow
Wilhelm Arthur Passow (* 20. März 1814 in Jenkau; † 3. August 1864 in Streitberg (Wiesenttal)) war ein deutscher Gymnasiallehrer, Philologe und Literaturhistoriker.

## Leben
Passow war Sohn des klassischen Philologen Franz Passow, sein Großvater Christian Rudolf Karl Wichmann. Er wurde zunächst durch Privatlehrer unterrichtet und absolvierte anschließend von 1827 bis 1832 die Landesschule Pforta. Danach widmete er sich dem Studium der Philologie und Geschichte an der Universität Breslau, bevor er 1834 an die Universität Berlin ging. Am 14. September 1835 trat er eine durch Staatsrat Moritz Seebeck vermittelte Stelle als Gymnasiallehrer am Herzoglichen Gymnasium Meiningen an. Am 17. Dezember 1846 erfolgte seine Ernennung zum Professor.
Passow folgte im August 1854 einem Ruf als Prorektor des Gymnasiums von Ratibor. Am 14. September 1854 zeichnete ihn die Philosophische Fakultät der Universität Jena mit der Ehrendoktorwürde aus. Im Juni 1955 wurde er als Direktor zum Leiter des Gymnasiums befördert. 1858 wurde ihm schließlich die Leitung des Thorner Gymnasiums übertragen. Die Realabteilung des Thorner Gymnasiums wurde unter seiner Leitung zu einer Realschule erster Ordnung.
Passow wurde 1863 mit dem Roten Adlerorden IV. Klasse ausgezeichnet. Ab 1861 litt er an einem Herzleiden. Er starb überraschend bei einem Kuraufenthalt.

## Werke (Auswahl)
- Ueber Fr. Rückerts Lehrgedicht „Die Weisheit des Brahmanen“, Gadow, Meiningen 1840.
- (Hrsg.): Franz Passow’s Vermischte Schriften, Brockhaus, Leipzig 1843.
- Das deutsche Drama im siebzehnten Jahrhundert, Gadow, Meiningen 1847.
- Daniel Caspar von Lohenstein, Brückner & Renner, Meiningen 1852.
- Lucian und die Geschichte, Keyßner, Meiningen 1854.
- Zur Erinnerung an Johann Wilhelm Süvern, Rathsdruckerei, Thorn 1860.